# Geoff Kinrade
Geoff Kinrade (29. červenec 1985, Kanada) je bývalý kanadský hokejový obránce. V severoamerické NHL odehrál jediné utkání, po sezóně v HC Škoda Plzeň a několika sezónách ve Švýcarsku hrál šest let v KHL.

## Kluby podle sezon
- 2003/2004 – Cowichan Valley Capitals
- 2004/2005 – Cowichan Valley Capitals
- 2005/2006 – Michigan Tech
- 2006/2007 – Michigan Tech
- 2007/2008 – Michigan Tech
- 2008/2009 – Michigan Tech, Tampa Bay Lightning
- 2009/2010 – Binghamton Senators
- 2010/2011 – Binghamton Senators
- 2011/2012 – HC Plzeň 1929, SC Bern
- 2012/2013 - SC Bern